# Ge Manqi
Ge Manqi (chiń. 葛曼棋; ur. 13 października 1997 w Sanming) – chińska lekkoatletka, sprinterka. Dwukrotna mistrzyni Azji, dwukrotna złota medalistka igrzysk azjatyckich, trzykrotna olimpijka (Rio de Janeiro 2016, Tokio 2020, Paryż 2024).

## Przebieg kariery
W 2013 otrzymała tytuł mistrzyni Azji juniorów młodszych w biegu na 100 metrów. W tym samym roku debiutowała też w zawodach międzynarodowych, uczestnicząc w mistrzostwach świata juniorów młodszych w Doniecku i jednocześnie nie zdobywając żadnego medalu.
W 2016 uczestniczyła w letnich igrzyskach olimpijskich w Rio de Janeiro, startując w konkursie sztafety 4 × 100 m. Sztafeta z jej udziałem odpadła już w eliminacjach, zajmując w swej kolejce 4. pozycję z wynikiem 42,70. Rok później zadebiutowała na mistrzostwach świata, w ich trakcie zawodniczka uczestniczyła w konkursie sztafety 4 × 100 m, jednak chińska sztafeta została zdyskwalifikowana już w eliminacjach.
W 2018 otrzymała srebrny medal igrzysk azjatyckich w konkurencji biegu sztafet 4 × 100 m. Rok później została mistrzynią Azji w tej samej konkurencji, jak również otrzymała srebrny medal światowych wojskowych igrzysk sportowych.
W 2021 drugi raz w karierze brała udział w letnich igrzyskach olimpijskich. W ramach zmagań w Tokio zawodniczka wystąpiła w konkurencji biegu na 100 m, gdzie odpadła w półfinale po zajęciu 7. pozycji w swej kolejce (z czasem 11,22) oraz w konkurencji sztafety 4 × 100 m, gdzie chińska sztafeta w finale zajęła 6. pozycję (z czasem 42,71).
W latach 2020–2021 zdobywała tytuły mistrzyni Chin, oba w konkurencji biegu na 100 m.

## Osiągnięcia
| Rok     | Zawody                                | Miasto         | Miejsce | Konkurencja        | Wynik |
| ------- | ------------------------------------- | -------------- | ------- | ------------------ | ----- |
| 2013    | Mistrzostwa świata juniorów młodszych | Donieck        | 7. SF   | bieg na 100 m      | 12,08 |
| 2013    | Mistrzostwa świata juniorów młodszych | Donieck        | 4. H    | bieg na 200 m      | 24,74 |
| 2013    | Mistrzostwa świata juniorów młodszych | Donieck        | DSQ     | sztafeta mieszana  | N/A   |
| 2016    | Letnie igrzyska olimpijskie           | Rio de Janeiro | 4. H    | sztafeta 4 × 100 m | 42,70 |
| 2017    | Mistrzostwa świata                    | Londyn         | DSQ H   | sztafeta 4 × 100 m | N/A   |
| 2018    | Igrzyska azjatyckie                   | Dżakarta       | 2.      | sztafeta 4 × 100 m | 42,84 |
| 2019    | Mistrzostwa Azji                      | Doha           | 1.      | sztafeta 4 × 100 m | 42,87 |
| 2019    | Mistrzostwa Azji                      | Doha           | 5.      | bieg na 200 m      | 23,34 |
| 2019    | Mistrzostwa świata                    | Doha           | 21. SF  | bieg na 100 m      | 11,31 |
| 2019    | Mistrzostwa świata                    | Doha           | DSQ     | sztafeta 4 × 100 m | N/A   |
| 2019    | Światowe wojskowe igrzyska sportowe   | Wuhan          | 4.      | bieg na 100 m      | 11,42 |
| 2019    | Światowe wojskowe igrzyska sportowe   | Wuhan          | DNF H   | bieg na 200 m      | N/A   |
| 2019    | Światowe wojskowe igrzyska sportowe   | Wuhan          | 2.      | sztafeta 4 × 100 m | 43,45 |
| 2021    | Letnie igrzyska olimpijskie           | Tokio          | 7. SF   | bieg na 100 m      | 11,22 |
| 2021    | Letnie igrzyska olimpijskie           | Tokio          | 6.      | sztafeta 4 × 100 m | 42,71 |
| 2022    | Mistrzostwa świata                    | Eugene         | 7. SF   | bieg na 100 m      | 11,13 |
| 2022    | Mistrzostwa świata                    | Eugene         | 4. H    | sztafeta 4 × 100 m | 42,93 |
| 2023    | Mistrzostwa Azji                      | Bangkok        | 3.      | bieg na 100 m      | 11,40 |
| 2023    | Mistrzostwa Azji                      | Bangkok        | 1.      | sztafeta 4 × 100 m | 43,35 |
| 2023    | Igrzyska azjatyckie                   | Hangzhou       | 1.      | bieg na 100 m      | 11,23 |
| 2023    | Igrzyska azjatyckie                   | Hangzhou       | 1.      | sztafeta 4 × 100 m | 43,39 |
| 2024    | World Athletics Relays                | Nassau         | 3. RR   | sztafeta 4 × 100 m | 43,13 |
| 2024    | Letnie igrzyska olimpijskie           | Paryż          | 6. H    | bieg na 100 m      | 11,45 |
| 2025    | World Athletics Relays                | Kanton         | 1. RR   | sztafeta 4 × 100 m | 43,03 |
| Źródło: |                                       |                |         |                    |       |

## Rekordy życiowe
(stan na 9 lutego 2022)
- bieg na 100 m – 11,04 (5 lipca 2019, Lozanna)
- bieg na 200 m – 22,69 (24 maja 2020, Fuzhou)
- sztafeta 4 × 100 m – 42,31 (1 września 2019, Berlin)
- sztafeta 4 × 200 m – 1:32,76 (12 maja 2019, Jokohama)
- sztafeta mieszana – 2:09,90 (13 lipca 2013, Donieck)

Halowe
- bieg na 60 m – 7,10 (19 marca 2019, Hangzhou)
- bieg na 200 m – 23,73 (20 lutego 2019, Nankin)

Źródło: 